# Oliver Chris
Oliver Chris (Tonbridge, 2 november 1978) is een Brits acteur.

## Biografie
In 2000 speelde Chris voor het eerst mee in een film, namelijk in Loora Doone als Charley Doone. Een jaar later maakte hij zijn debuut in The Office als Ricky Howard, wat meteen ook de eerste serie was waarin hij meespeelde.

## Filmografie
| Jaar      | Titel                             | Rol                     | Opmerkingen |
| --------- | --------------------------------- | ----------------------- | ----------- |
| 2000      | Lorna Doone                       | Charley Doone           |             |
| 2001      | The Office                        | Ricky Howard            |             |
| 2002      | The Gathering                     | Brett                   |             |
| 2002      | Rescue Me                         | Luke Chatwin            |             |
| 2002      | The Real Jane Austen              | Tom Lefroy              |             |
| 2003      | The Other Boleyn Girl             | Henry Percy             |             |
| 2003      | Casualty                          | Tim Lasky               |             |
| 2003      | Sweet Medicine                    | Geoff                   |             |
| 2003      | Frankenstein: Birth of a Monster  | Percy Bysshe Shelley    |             |
| 2004      | Bridget Jones: The Edge of Reason | Directeur               |             |
| 2004-2007 | Green Wing                        | Dokter Boyce            |             |
| 2005      | Nathan Barley                     | Max Herbert             |             |
| 2005      | According to Bex                  | Ryan                    |             |
| 2006      | The IT Crowd                      | Daniel Carey            |             |
| 2006      | Sharpe's Challenge                | Leonard                 |             |
| 2006      | Tripping Over                     | Sam                     |             |
| 2006      | Corpse                            | Kevin Brown             |             |
| 2007      | Bonkers                           | Marcus Lewis            |             |
| 2007      | Phineas and Ferb                  | Mr. Macabre (stem)      |             |
| 2008      | Fairy Tales                       | Vukoosin Ergovich       |             |
| 2008      | Hotel Babylon                     | David Duncan            |             |
| 2009      | FM                                | Matt Kyle               |             |
| 2010      | Huge                              | Darren                  |             |
| 2011      | Silent Witness                    | Dokter James Sabiston   |             |
| 2011      | One Man, Two Guvnors              | Stanley Stubbers        |             |
| 2013      | Bluestone 42                      | Kapitein Nick Medhurst  |             |
| 2013      | Breathless                        | Dokter Richard Truscott |             |
| 2015      | The Scandalous Lady W             | Viscount Deerhurst      |             |
| 2017      | King Charles III                  | Prins William           |             |